# Maria Fischer (Widerstandskämpferin, 1903)
Maria Fischer, auch Marie Fischer (geboren am 12. September 1903 in Wien; gestorben am 30. März 1943 ebenda), war eine österreichische Kommunistin und Widerstandskämpferin gegen den Nationalsozialismus. Sie wurde von der NS-Justiz zum Tode verurteilt und im Wiener Landesgericht mit dem Fallbeil hingerichtet.

## Leben
Maria Fischer war bis zum Sommer 1940 als Unterbezirks- bzw. Bezirksleiterin der KPÖ in Wien-Favoriten tätig. Sie wurde am 29. April 1941 festgenommen, danach von der Gestapo Wien verhört und am 16. Jänner 1943 wegen „Vorbereitung zum Hochverrat“ vom Volksgerichtshof zum Tode verurteilt und zweieinhalb Monate später im Landesgericht Wien hingerichtet.
Ihr Mann Rudolf Fischer wurde bereits am 28. Jänner 1943 hingerichtet.

## Gedenken
Zur Erinnerung an Maria und Rudolf Fischer wurde eine Gemeindebauanlage in Wien-Favoriten in Maria-und-Rudolf-Fischer-Hof benannt.
Fischers Name findet sich auch auf der Gedenktafel im ehemaligen Hinrichtungsraum des Wiener Landesgerichts.  Sie wurde in der Schachtgräberanlage der Gruppe 40 (Reihe 29/Grab 157) des Wiener Zentralfriedhofes bestattet.